# Jessica Gal
Jessica Shelley Isabel Gal (ur. 6 lipca 1971 w Amsterdamie) – holenderska judoczka. Czterokrotna olimpijka. Piąta w Barcelonie 1992; szósta w turnieju pokazowym w Seulu 1988; trzynasta w Atlancie 1996 i odpadła w eliminacjach w Sydney 2000. Walczyła w wadze ekstralekkiej, półlekkiej i lekkiej.
Brązowa medalistka mistrzostw świata w 1987, 1989, 1993 i 1999; piąta w 1991; uczestniczka zawodów w 1995. Startowała w Pucharze Świata w latach 1989–1993, 1995−1997, 1999 i 2000. Zdobyła szesnaście medali mistrzostw Europy w latach 1985 − 2000. Wygrała akademickie MŚ w 1990 roku.
Jest siostrą Jenny Gal, medalistki olimpijskiej z Atlanty 1996 i szwagierką Giorgio Vismary, który również był judoką i olimpijczykiem z Barcelony 1992.

## Letnie Igrzyska Olimpijskie 1988
| Konkurencja | Rundy eliminacyjne       | Klas. końcowa |
| Konkurencja | Przeciwnik I             | Miejsce       |
| ----------- | ------------------------ | ------------- |
| 48 kg       | Monica Angelucci (BRA) P | 6.            |

## Letnie Igrzyska Olimpijskie 1992
| Konkurencja | Rundy eliminacyjne     | Rundy eliminacyjne     | Rundy finałowe           | Rundy finałowe        | Klas. końcowa |
| Konkurencja | Przeciwnik I           | Przeciwnik II          | 1/2                      | O 3 miejsce           | Miejsce       |
| ----------- | ---------------------- | ---------------------- | ------------------------ | --------------------- | ------------- |
| 52 kg       | Dina Maksutova (CIS) Z | Paula Saldanha (POR) Z | Noriko Mizoguchi (JPN) P | Sharon Rendle (GBR) P | 5.            |

## Letnie Igrzyska Olimpijskie 1996
| Konkurencja | Rundy eliminacyjne       | Repasaże             | Klas. końcowa |
| Konkurencja | Przeciwnik I             | Przeciwnik I         | Miejsce       |
| ----------- | ------------------------ | -------------------- | ------------- |
| 56 kg       | Driulis González (CUB) P | Magali Baton (FRA) P | 13.           |

## Letnie Igrzyska Olimpijskie 2000
| Konkurencja | Rundy eliminacyjne      | Rundy eliminacyjne              | Klas. końcowa |
| Konkurencja | Przeciwnik I            | Przeciwnik II                   | Miejsce       |
| ----------- | ----------------------- | ------------------------------- | ------------- |
| 57 kg       | Ludmila Cristea (MDA) Z | Pernilla Ribeiro Novais (SWE) P | II runda      |